# Medalhistas olímpicos do hipismo

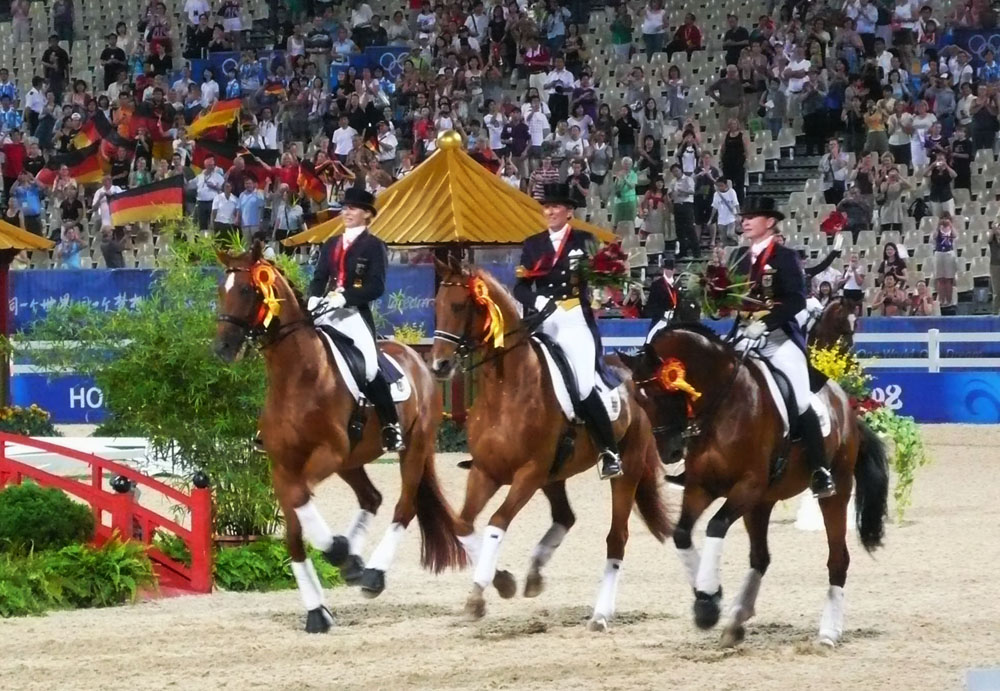
A equipe de adestramento alemã, campeã dos Jogos Olímpicos de Verão de 2008.

Esta uma lista de todos os medalhistas olímpicos do hipismo, desde os Jogos Olímpicos de Verão de 1900.

### CCE individual

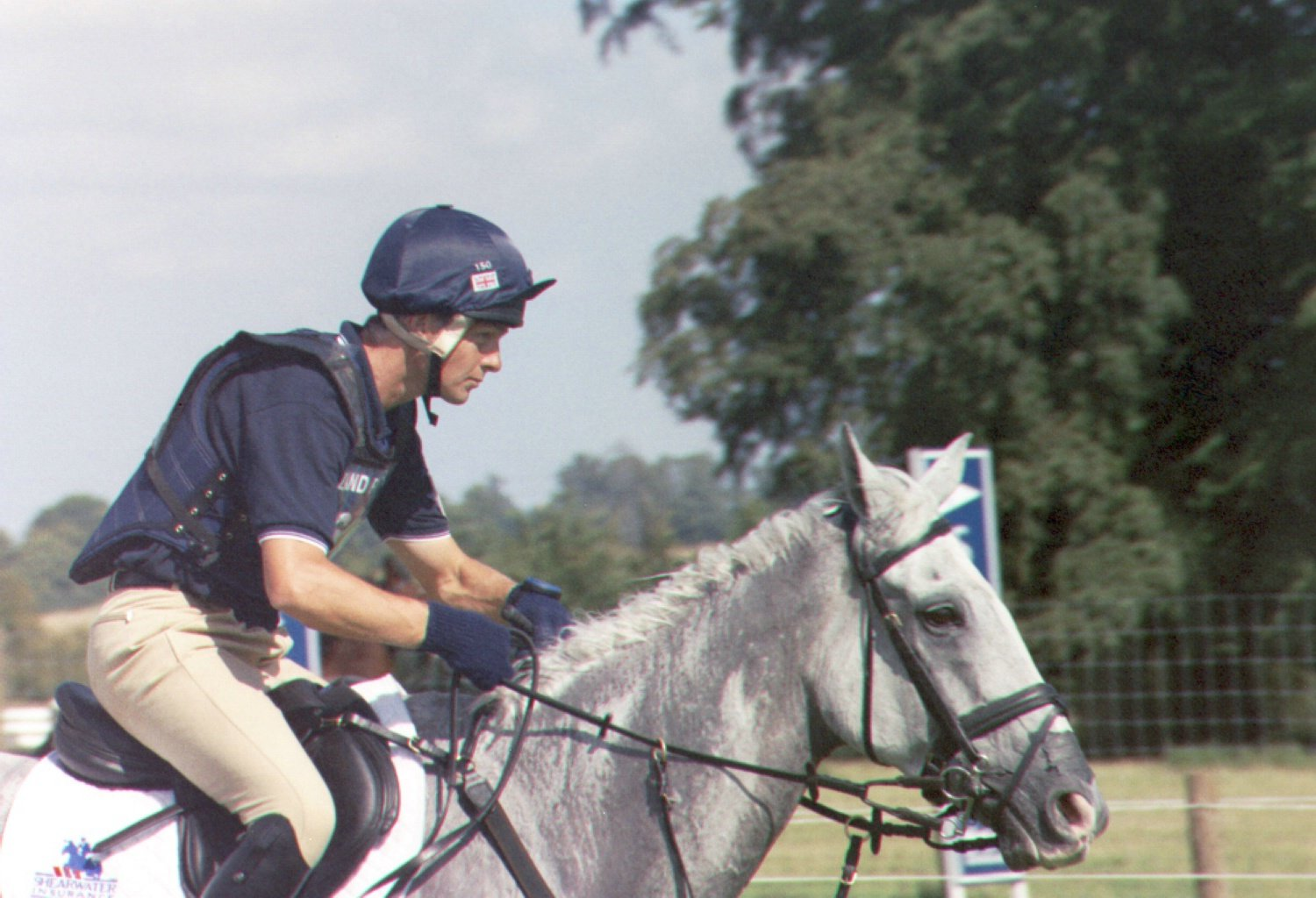
Um competidor de concurso completo de equitação nos Jogos Olímpicos de Verão de 2004

## Programa atual

### Adestramento individual

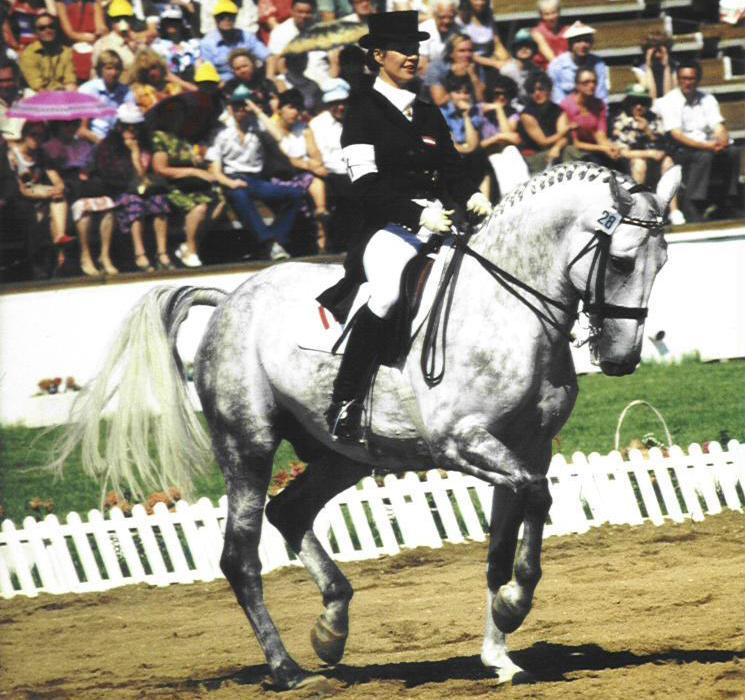
Adestramento nos Jogos Olímpicos de Verão de 1980

| Games                          | Ouro                                       | Prata                                 | Bronze                                            |
| ------------------------------ | ------------------------------------------ | ------------------------------------- | ------------------------------------------------- |
| Estocolmo 1912 detalhes        | SWE Carl Bonde e Emperor                   | SWE Gustaf Adolf Boltenstern e Neptun | SWE Hans von Blixen-Finecke e Maggie              |
| Antuérpia 1920 detalhes        | SWE Janne Lundblad e Uno                   | SWE Bertil Sandström e Sabel          | SWE Hans von Rosen e Running Sister               |
| Paris 1924 detalhes            | SWE Ernst Linder e Piccolomino             | SWE Bertil Sandström e Sabel          | FRA Xavier Lesage e Plumard                       |
| Amsterdã 1928 detalhes         | GER Carl Freiherr von Langen e Draufgänger | FRA Charles Marion e Linon            | SWE Ragnar Olson e Günstling                      |
| Los Angeles 1932 detalhes      | FRA Xavier Lesage e Taine                  | FRA Charles Marion e Linon            | USA Hiram Tuttle e Olympic                        |
| Berlim 1936 detalhes           | GER Heinz Pollay e Kronos                  | GER Friedrich Gerhard e Absinth       | AUT Alois Podhajsky e Nero                        |
| Londres 1948 detalhes          | SUI Hans Moser e Hummer                    | FRA André Jousseaume e Harpagon       | SWE Gustaf Adolf Boltenstern, Jr. e Trumf         |
| Helsinque 1952 detalhes        | SWE Henri Saint Cyr e Master Rufus         | DEN Lis Hartel e Jubilee              | FRA André Jousseaume e Harpagon                   |
| Estocolmo 1956 detalhes        | SWE Henri Saint Cyr e Juli                 | DEN Lis Hartel e Jubilee              | EUA Liselott Linsenhoff e Adular                  |
| Roma 1960 detalhes             | URS Sergei Filatov e Absent                | SUI Gustav Fischer e Wald             | EUA Josef Neckermann e Asbach                     |
| Tóquio 1964 detalhes           | SUI Henri Chammartin e Wörmann             | EUA Harry Boldt e Remus               | URS Sergei Filatov e Absent                       |
| Cidade do México 1968 detalhes | URS Ivan Kizimov e Ikhor                   | FRG Josef Neckermann e Mariano        | FRG Reiner Klimke e Dux                           |
| Munique 1972 detalhes          | FRG Liselott Linsenhoff e Piaff            | URS Yelena Petushkova e Pepel         | FRG Josef Neckermann e Venetia                    |
| Montreal 1976 detalhes         | SUI Christine Stückelberger e Granat       | FRG Harry Boldt e Woycek              | FRG Reiner Klimke e Mehmed                        |
| Moscou 1980 detalhes           | AUT Elisabeth Theurer e Mon Cherie         | URS Yuri Kovshov e Igrok              | URS Viktor Ugryumov e Shkval                      |
| Los Angeles 1984 detalhes      | FRG Reiner Klimke e Ahlerich               | DEN Anne Jensen-Tornblad e Marzog     | SUI Otto Hofer e Limandus                         |
| Seul 1988 detalhes             | FRG Nicole Uphoff e Rembrandt              | FRA Margit Otto-Crepin e Corlandus    | SUI Christine Stückelberger e Gauguin de Lully CH |
| Barcelona 1992 detalhes        | GER Nicole Uphoff e Rembrandt              | GER Isabell Werth e Gigolo            | GER Klaus Balkenhol e Goldstern                   |
| Atlanta 1996 detalhes          | GER Isabell Werth e Gigolo                 | NED Anky van Grunsven e Bonfire       | NED Sven Rothenberger e Weyden                    |
| Sydney 2000 detalhes           | NED Anky van Grunsven e Bonfire            | GER Isabell Werth e Gigolo            | GER Ulla Salzgeber e Rusty                        |
| Atenas 2004 detalhes           | NED Anky van Grunsven e Keltec Salinero    | GER Ulla Salzgeber e Rusty            | ESP Beatriz Ferrer-Salat e Beauvalais             |
| Pequim 2008 detalhes           | NED Anky van Grunsven e Salinero           | GER Isabell Werth e Satchmo           | GER Heike Kemmer e Bonaparte                      |
| Londres 2012 detalhes          | GBR Charlotte Dujardin e Valegro           | NED Adelinde Cornelissen e Parzival   | GBR Laura Bechtolsheimer e Minstral Hojris        |
| Rio 2016 detalhes              | GBR Charlotte Dujardin e Valegro           | GER Isabell Werth e Weihegold Old     | GER Kristina Bröring-Sprehe e Desperados          |
| Tóquio 2020 detalhes           | GER Jessica von Bredow-Werndl e Dalera     | GER Isabell Werth e Bella Rose 2      | GBR Charlotte Dujardin e Gio                      |
| Paris 2024 detalhes            | GER Jessica von Bredow-Werndl e Dalera     | GER Isabell Werth e Wendy             | GBR Charlotte Fry e Glamourdale                   |

### Adestramento por equipes

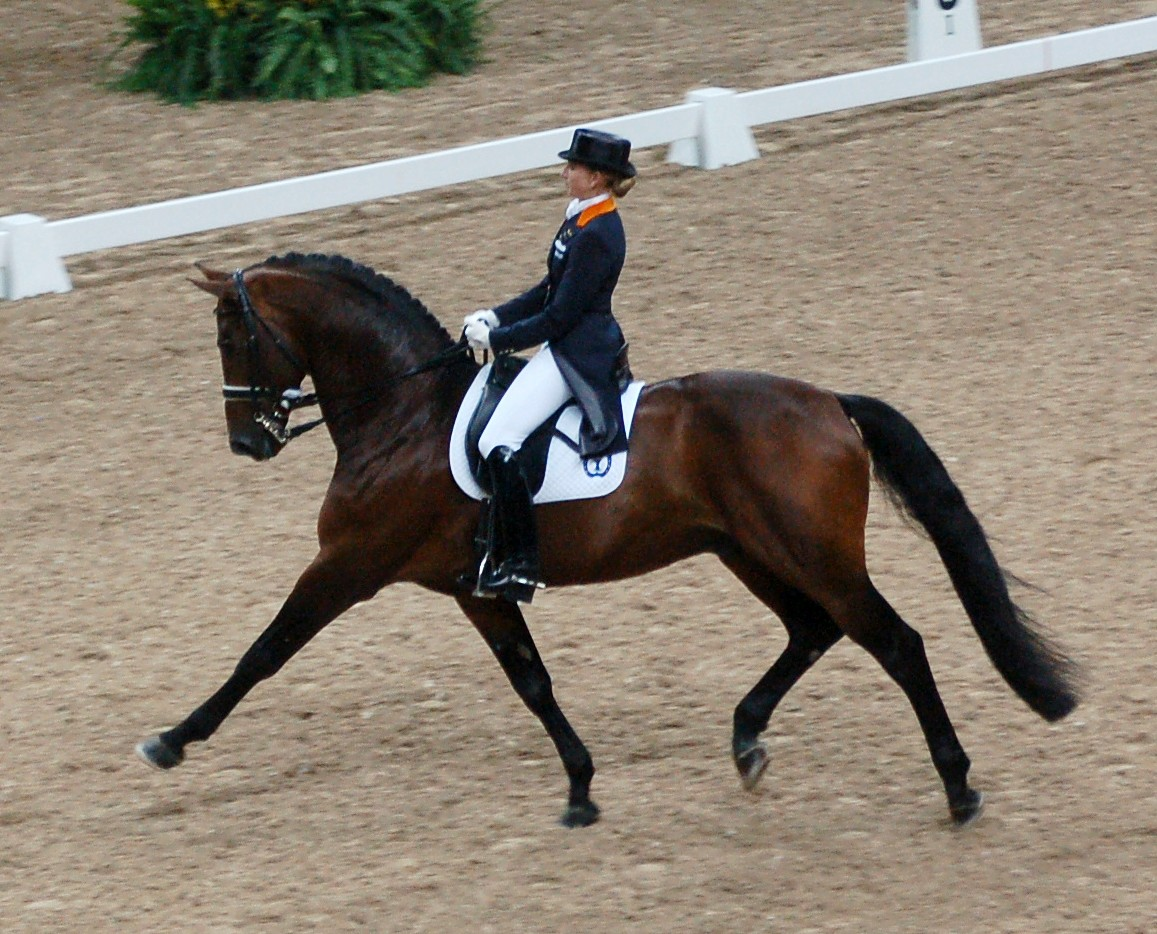
Uma ginete se apresentando no adestramento

| Evento                         | Ouro | Prata | Bronze |
| ------------------------------ | --- | --- | --- |
| Amsterdã 1928 detalhes         | GER Alemanha Carl Freiherr von Langen e Draufgänger Hermann Linkenbach e Gimpel Eugen Freiherr von Lotzbeck e Caracalla                           | SWE Suécia Ragnar Olson e Günstling Janne Lundblad e Blackmar Carl Bonde e Ingo                                                      | NED Países Baixos Jan van Reede e Hans Pierre Versteegh e His Excellence Gerard le Heux e Valérine                        |
| Los Angeles 1932 detalhes      | FRA França Xavier Lesage e Taine Charles Marion e Linon André Jousseaume e Sorelta                                                                | SWE Suécia Bertil Sandström e Kreta Thomas Byström e Gulliver Gustaf Adolf Boltenstern, Jr. e Ingo                                   | USA Estados Unidos Hiram Tuttle e Olympic Isaac Kitts e American Lady Alvin Moore e Water Pat                             |
| Berlim 1936 detalhes           | GER Alemanha Heinz Pollay e Kronos Friedrich Gerhard e Absinth Hermann von Oppeln-Bronikowski e Gimpel                                            | FRA França André Jousseaume e Favorite Gérard de Ballorre e Debaucheur Daniel Gillois e Nicolas                                      | SWE Suécia Gregor Adlercreutz e Teresina Sven Colliander e Kål XX Folke Sandström e Pergola                               |
| Londres 1948 detalhes          | FRA França André Jousseaume e Harpagon Jean Saint-Fort Paillard e Sous les Ceps Maurice Buret e Saint Quen                                        | USA Estados Unidos Robert Borg e Klingson Earl Foster Thomson e Pancraft Frank Henry e Reno Overdo                                   | POR Portugal Fernando Paes e Matamas Francisco Valadas e Feitiço Luís Mena e Silva e Fascinante                           |
| Helsinque 1952 detalhes        | SWE Suécia Henri Saint Cyr e Master Rufus Gustaf Adolf Boltenstern, Jr. e Krest Gehnäll Persson e Knaust                                          | SUI Suíça Gottfried Trachsel e Kursus Henri Chammartin e Wöhler Gustav Fischer e Soliman                                             | GER Alemanha Heinz Pollay e Adular Ida von Nagel e Afrika Fritz Thiedemann e Chronist                                     |
| Estocolmo 1956 detalhes        | SWE Suécia Henri Saint Cyr e Juli Gehnäll Persson e Knaust Gustaf Adolf Boltenstern, Jr. e Krest                                                  | EUA Equipe Alemã Unida Liselott Linsenhoff e Adular Hannelore Weygand e Perkunos Anneliese Küppers e Afrika                          | SUI Suíça Gottfried Trachsel e Kursus Henri Chammartin e Wöhler Gustav Fischer e Vasello                                  |
| Roma 1960                      | não incluído no programa olímpico | não incluído no programa olímpico | não incluído no programa olímpico                                                                                         |
| Tóquio 1964 detalhes           | EUA Equipe Alemã Unida Harry Boldt e Remus Reiner Klimke e Dux Josef Neckermann e Antoinette                                                      | SUI Suíça Henri Chammartin e Wörmann Gustav Fischer e Wald Marianne Gossweiler e Stephan                                             | URS União Soviética Sergei Filatov e Absent Ivan Kizimov e Ikhor Ivan Kalita e Moar                                       |
| Cidade do México 1968 detalhes | FRG Alemanha Ocidental Josef Neckermann e Mariano Reiner Klimke e Dux Liselott Linsenhoff e Piaff                                                 | URS União Soviética Yelena Petushkova e Pepel Ivan Kizimov e Ikhor Ivan Kalita e Absent                                              | SUI Suíça Henri Chammartin e Wolfdietrich Marianne Gossweiler e Stephan Gustav Fischer e Wald                             |
| Munique 1972 detalhes          | URS União Soviética Yelena Petushkova e Pepel Ivan Kizimov e Ikhor Ivan Kalita e Tarif                                                            | FRG Alemanha Ocidental Karin Schlüter e Liostro Liselott Linsenhoff e Piaff Josef Neckermann e Venetia                               | SWE Suécia Ulla Håkansson e Ajax Ninna Swaab e Casanova Maud von Rosen e Lucky Boy                                        |
| Montreal 1976 detalhes         | FRG Alemanha Ocidental Harry Boldt e Woycek Reiner Klimke e Mehmed Gabriela Grillo e Ultimo                                                       | SUI Suíça Christine Stückelberger e Granat Ulrich Lehmann e Widin Doris Ramseier e Roch                                              | USA Estados Unidos Hilda Gurney e Keen Dorothy Morkis e Monaco Edith Master e Dahlwitz                                    |
| Moscou 1980 detalhes           | URS União Soviética Yuri Kovshov e Igrok Viktor Ugryumov e Shkfval Vira Misevych e Plot                                                           | BUL Bulgária Petar Mandajiev e Stchibor Svetoslav lvanov e Aleko Georgi Gadzhev e Vnimatelen                                         | ROU Romênia Anghelache Donescu e Dor Dumitru Veliku e Decebal Petre Roșca e Derbist                                       |
| Los Angeles 1984 detalhes      | FRG Alemanha Ocidental Reiner Klimke e Ahlerich Uwe Sauer e Montevideo Herbert Krug e Muscadeur                                                   | SUI Suíça Otto Hofer e Limandus Christine Stückelberger e Tansanit Amy-Cathérine de Bary e Aintree                                   | SWE Suécia Ulla Håkanson e Flamingo Louise Nathhorst e Inferno Ingamay Bylund e Aleks                                     |
| Seul 1988 detalhes             | FRG Alemanha Ocidental Reiner Klimke e Ahlerich 2 Ann-Kathrin Linsenhoff e Courage 10 Monica Theodorescu e Ganimedes Nicole Uphoff e Rembrandt 24 | SUI Suíça Otto Hofer e Andiamo Christine Stückelberger e Gauguin de Lully CH Daniel Ramseier e Random Samuel Schatzmann e Rochus     | CAN Canadá Cynthia Neale-Ishoy e Dynasty Eva Maria Pracht e Emirage Gina Smith e Malte Ashley Nicoll e Reipo              |
| Barcelona 1992 detalhes        | GER Alemanha Klaus Balkenhol e Goldstern Nicole Uphoff e Rembrandt Monica Theodorescu e Grunox Isabell Werth e Gigolo                             | NED Países Baixos Tineke Bartels e Courage Anky van Grunsven e Bonfire Ellen Bontje e Larius Annemarie Sanders e Sanders-Keyzer      | USA Estados Unidos Robert Dover e Lectron Carol Lavell e Gifted Charlotte Bredahl e Monsieur Michael Poulin e Graf George |
| Atlanta 1996 detalhes          | GER Alemanha Klaus Balkenhol e Goldstern Martin Schaudt e Durgo Monica Theodorescu e Grunox Isabell Werth e Gigolo                                | NED Países Baixos Tineke Bartels e Barbria Anky van Grunsven e Bonfire Sven Rothenberger e Weyden Gonnelien Rothenberger e Gonnelien | USA Estados Unidos Robert Dover e Metallic Michelle Gibson e Peron Steffen Peters e Udon Guenter Seidel e Graf George     |
| Sydney 2000 detalhes           | GER Alemanha Isabell Werth e Gigolo Nadine Capellmann e Farbenfroh Ulla Salzgeber e Rusty Alexandra Simons de Ridder e Chacomo                    | NED Países Baixos Ellen Bontje e Silvano Anky van Grunsven e Bonfire Arjen Teeuwissen e Goliath Coby van Baalen e Ferro              | USA Estados Unidos Susan Blinks e Flim Flam Robert Dover e Ranier Guenter Seidel e Foltaire Christine Traurig e Etienne   |
| Atenas 2004 detalhes           | GER Alemanha Heike Kemmer e Bonaparte Hubertus Schmidt e Wansuela Suerte Martin Schaudt e Weltall Ulla Salzgeber e Rusty                          | ESP Espanha Beatriz Ferrer-Salat e Beauvalais Juan Antonio Jiménez e Guizo Ignacio Rambla e Oleaja Rafael Soto e Invasor             | USA Estados Unidos Lisa Wilcox e Relevant 5 Guenter Seidel e Aragon Debbie McDonald e Brentina Robert Dover e Kennedy     |
| Pequim 2008 detalhes           | GER Alemanha Heike Kemmer e Bonaparte Nadine Capellmann e Elvis Va Isabell Werth e Satchmo                                                        | NED Países Baixos Hans Peter Minderhoud e Nadine Imke Schellekens-Bartels e Sunrise Anky van Grunsven e Salinero                     | DEN Dinamarca Anne van Olst e Clearwater Natália de Sayn-Wittgenstein-Berleburg e Digby Andreas Helgstrand e Don Schufro  |
| Londres 2012 detalhes          | GBR Grã-Bretanha Carl Hester e Uthopia Laura Bechtolsheimer e Minstral Hojris Charlotte Dujardin e Valegro                                        | GER Alemanha Dorothee Schneider e Diva Royal Kristina Sprehe e Desperados Helen Langehanenberg e Damon Hill                          | NED Países Baixos Anky van Grunsven e Salinero Edward Gal e Undercover Adelinde Cornelissen e Parzival                    |
| Rio 2016 detalhes              | GER Alemanha Sönke Rothenberger e Cosmo Dorothee Schneider e Showtime Kristina Bröring-Sprehe e Desperados FRH Isabell Werth e Weihegold Old      | GBR Grã-Bretanha Spencer Wilton e Super Nova II Fiona Bigwood e Orthilia Carl Hester e Nip Tuck Charlotte Dujardin e Valegro         | USA Estados Unidos Allison Brock e Rosevelt Kasey Perry-Glass e Dublet Steffen Peters e Legolas Laura Graves e Verdades   |
| Tóquio 2020 detalhes           | GER Alemanha Dorothee Schneider e Showtime Jessica von Bredow-Werndl e Dalera Isabell Werth e Bella Rose 2                                        | USA Estados Unidos Adrienne Lyle e Salvino Steffen Peters e Suppenkasper Sabine Schut-Kery e Sanceo                                  | GBR Grã-Bretanha Charlotte Dujardin e Gio Charlotte Fry e Everdale Carl Hester e En Vogue                                 |
| Paris 2024 detalhes            | GER Alemanha Jessica von Bredow-Werndl e Dalera Frederic Wandres e Bluetooth Isabell Werth e Wendy                                                | DEN Dinamarca Daniel Bachmann Andersen e Vayron Nanna Merrald Rasmussen e Zepter Cathrine Laudrup-Dufour e Freestyle                 | GBR Grã-Bretanha Charlotte Fry e Glamourdale Carl Hester e Fame Becky Moody e Jagerbomb                                   |

### Saltos individual

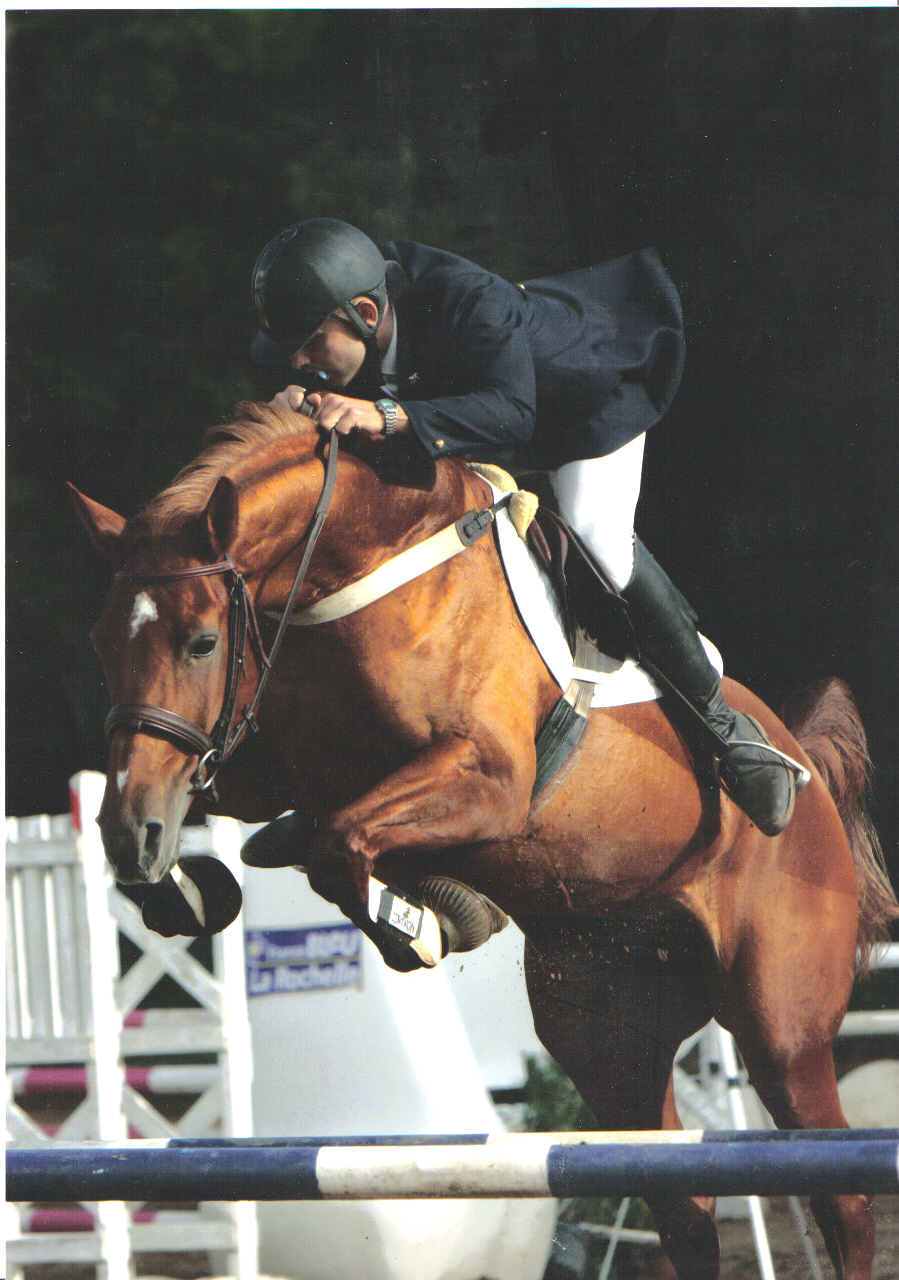
Um ginete durante um salto

| Games                          | Ouro                                     | Prata                                      | Bronze                                      |
| ------------------------------ | ---------------------------------------- | ------------------------------------------ | ------------------------------------------- |
| Paris 1900 detalhes            | BEL Aimé Haegeman e Benton II            | BEL Georges van der Poële e Windsor Squire | FRA Louis de Champsavin e Terpischore       |
| 1904–1908                      | não incluído no programa olímpico        | não incluído no programa olímpico          | não incluído no programa olímpico           |
| Estocolmo 1912 detalhes        | FRA Jean Cariou e Mignon                 | GER Rabod von Kröcher e Dohna              | BEL Emmanuel de Blommaert e Clonmore        |
| Antuérpia 1920 detalhes        | ITA Tommaso Lequio di Assaba e Trebecco  | ITA Alessandro Valerio e Cento             | SWE Carl Gustaf Lewenhaupt e Mon Coeur      |
| Paris 1924 detalhes            | SUI Alphonse Gemuseus e Lucette          | ITA Tommaso Lequio di Assaba e Trebecco    | POL Adam Królikiewicz e Picador             |
| Amsterdã 1928 detalhes         | TCH František Ventura‎ e Elliot           | FRA Pierre Bertran de Balanda e Papillon   | SUI Charles-Gustave Kuhn e Pepita           |
| Los Angeles 1932 detalhes      | JPN Takeichi Nishi e Uranus              | USA Harry Chamberlin e Show Girl           | SWE Clarence von Rosen Jr. e Empire         |
| Berlim 1936 detalhes           | GER Kurt Hasse e Tora                    | ROU Henri Rang e Delfis                    | HUN József von Platthy e Sello              |
| Londres 1948 detalhes          | MEX Humberto Mariles e Arete             | MEX Rubén Uriza e Harvey                   | FRA Jean-François d'Orgeix e Sucre de Pomme |
| Helsinque 1952 detalhes        | FRA Pierre Jonquères d'Oriola e Ali Baba | CHI Óscar Cristi e Bambi                   | GER Fritz Thiedemann e Meteor               |
| Estocolmo 1956 detalhes        | EUA Hans Günter Winkler e Halla          | ITA Raimondo D'Inzeo e Merano              | ITA Piero D'Inzeo e Uruguay                 |
| Roma 1960 detalhes             | ITA Raimondo D'Inzeo e Posillipo         | ITA Piero D'Inzeo e The Rock               | GBR David Broome e Sunslave                 |
| Tóquio 1964 detalhes           | FRA Pierre Jonquères d'Oriola e Lutteur  | EUA Hermann Schridde e Dozent              | GBR Peter Robeson e Firecrest               |
| Cidade do México 1968 detalhes | USA William Steinkraus e Snowbound       | GBR Marion Coakes e Stroller               | GBR David Broome e Mister Softee            |
| Munique 1972 detalhes          | ITA Graziano Mancinelli e Ambassador     | GBR Ann Moore e Psalm                      | USA Neal Shapiro e Sloopy                   |
| Montreal 1976 detalhes         | FRG Alwin Schockemöhle e Warwick Rex     | CAN Michel Vaillancourt e Branch County    | BEL François Mathy e Gai Luron              |
| Moscou 1980 detalhes           | POL Jan Kowalczyk e Artemor              | URS Nikolai Korolkov e Espadron            | MEX Joaquín Pérez e Alymony                 |
| Los Angeles 1984 detalhes      | USA Joseph Fargis e Touch of Class       | USA Conrad Homfeld e Abdullah              | SUI Heidi Robbiani e Jessica V              |
| Seul 1988 detalhes             | FRA Pierre Durand, Jr. e Jappeloup       | USA Greg Best e Gem Twist                  | FRG Karsten Huck e Nepomuk                  |
| Barcelona 1992 detalhes        | GER Ludger Beerbaum e Classic Touch      | NED Piet Raymakers e Ratina Z              | USA Norman Dello Joio e Irish               |
| Atlanta 1996 detalhes          | GER Ulrich Kirchhoff e Jus de Pommes     | SUI Willi Melliger e Calvaro               | FRA Alexandra Ledermann e Rochet M          |
| Sydney 2000 detalhes           | NED Jeroen Dubbeldam e De Sjiem          | NED Albert Voorn e Lando                   | KSA Khaled Al-Eid e Khashm Al Aan           |
| Atenas 2004 detalhes           | BRA Rodrigo Pessoa e Baloubet du Rouet   | USA Chris Kappler e Royal Kaliber          | GER Marco Kutscher e Montender 2            |
| Pequim 2008 detalhes           | CAN Eric Lamaze e Hickstead              | SWE Rolf-Göran Bengtsson e Ninja           | USA Beezie Madden e Authentic               |
| Londres 2012 detalhes          | SUI Steve Guerdat e Nino Des Buissonets  | NED Gerco Schröder e London                | IRL Cian O'Connor e Blue Loyd 12            |
| Rio 2016 detalhes              | GBR Nick Skelton e Big Star              | SWE Peder Fredricson e All In              | CAN Eric Lamaze e Fine Lady 5               |
| Tóquio 2020 detalhes           | GBR Ben Maher e Explosion W              | SWE Peder Fredricson e All In              | NED Maikel van der Vleuten e Beauville Z    |
| Paris 2024 detalhes            | GER Christian Kukuk e Checker 47         | SUI Steve Guerdat e Dynamix de Belheme     | NED Maikel van der Vleuten e Beauville Z    |

## Eventos descontinuados

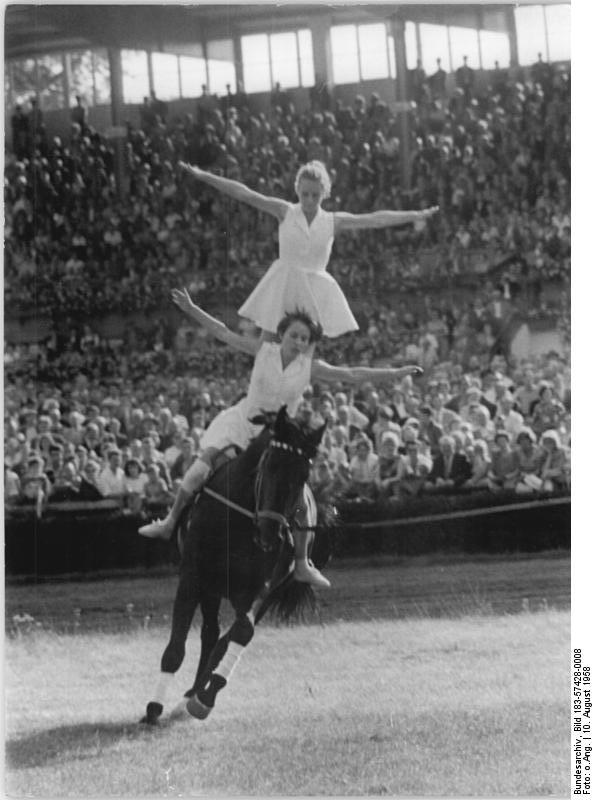
Um fotografia de 1958 de uma equipe alemã de volteio.

### Salto em altura
| Evento              | Ouro                      | Prata         | Bronze                    |
| ------------------- | ------------------------- | ------------- | ------------------------- |
| Paris 1900 detalhes | FRA Dominique Gardères    | não concedida | BEL Georges van der Poële |
| Paris 1900 detalhes | ITA Gian Giorgio Trissino | não concedida | BEL Georges van der Poële |

### Salto em distância
| Evento              | Ouro                          | Prata                     | Bronze                 |
| ------------------- | ----------------------------- | ------------------------- | ---------------------- |
| Paris 1900 detalhes | BEL Constant van Langhendonck | ITA Gian Giorgio Trissino | FRA Jacques de Prunelé |

### Volteio individual
| Evento                  | Ouro                 | Prata     | Bronze          |
| ----------------------- | -------------------- | --------- | --------------- |
| Antuérpia 1920 detalhes | BEL Daniel Bouckaert | FRA Field | BEL Louis Finet |

### Volteio por equipes
| Evento                  | Ouro                                                       | Prata                          | Bronze                                                |
| ----------------------- | ---------------------------------------------------------- | ------------------------------ | ----------------------------------------------------- |
| Antuérpia 1920 detalhes | BEL Bélgica Daniel Bouckaert Louis Finet Maurice Van Ranst | FRA França Field Salins Cauchy | SWE Suécia Carl Green Anders Mårtensson Oskar Nilsson |

## Eventos não-oficiais
Estes dois eventos foram disputados apenas nos Jogos Olímpicos de 1900. Atualmente o COI não reconhece estes eventos como oficiais, mas constam como eventos não-oficiais ou de demonstração.

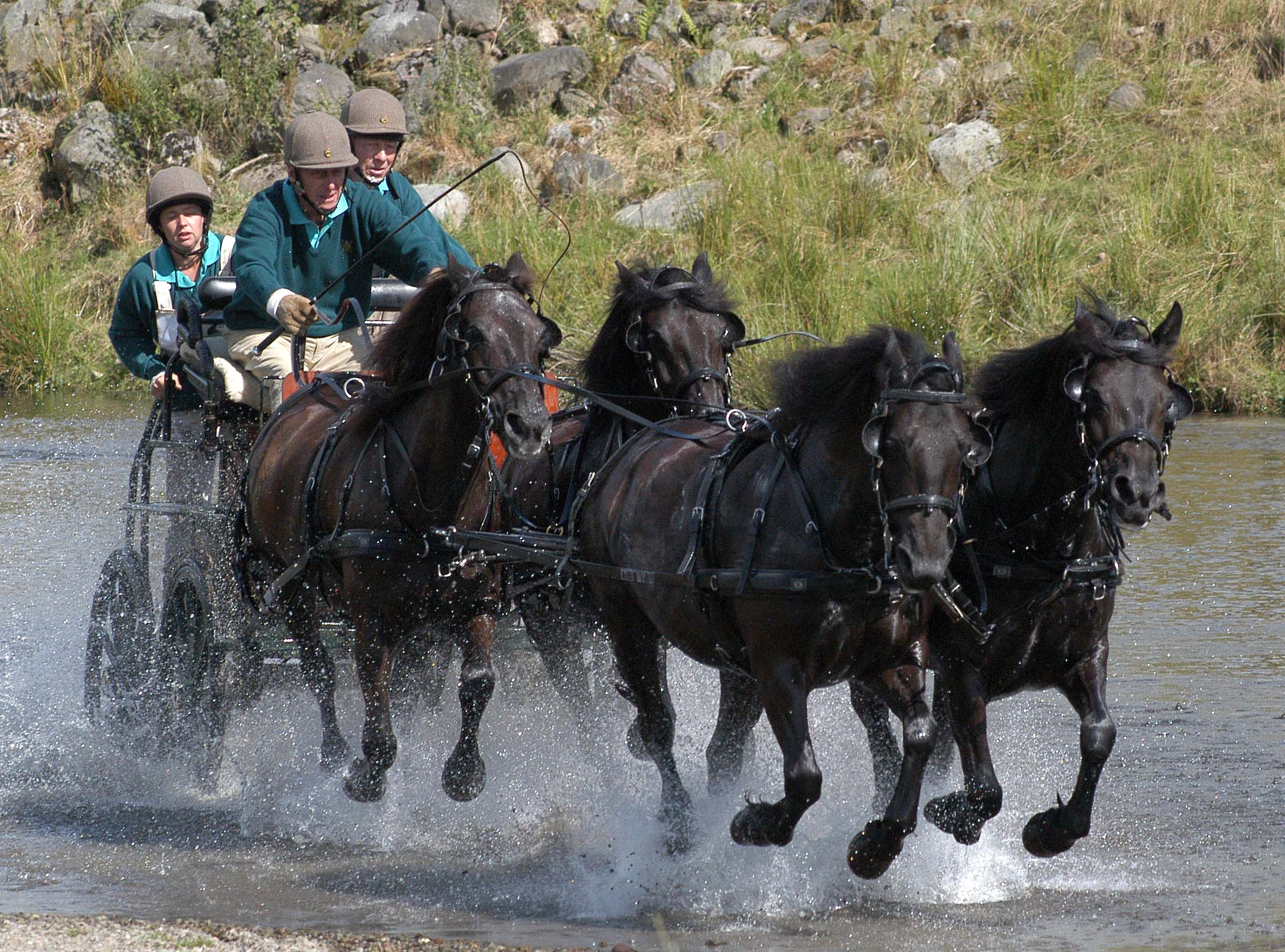
Uma equipe de carruagem postal.

### Combinado de cavalos de aluguel e de caça
| Evento              | Ouro                     | Prata         | Bronze                             |
| ------------------- | ------------------------ | ------------- | ---------------------------------- |
| Paris 1900 detalhes | FRA Louis Napoléon Murat | FRA Archenoul | FRA Robert de Montesquiou-Fézensac |

### Carruagem postal
Este evento também era conhecido como "four-in-hand misto", e aparece desta maneira em algumas referências.
| Evento              | Ouro                     | Prata          | Bronze                      |
| ------------------- | ------------------------ | -------------- | --------------------------- |
| Paris 1900 detalhes | BEL Georges Nagelmackers | FRA Léon Thome | FRA Jean, Baron de Neuflize |

## Estatísticas

### Líderes de medalhas
Ginetes que conquistaram ao menos cinco medalhas estão listados abaixo:
| Ginete                     | País               | Sexo      | Jogos                                          | Ouro | Prata | Bronze | Total |
| -------------------------- | ------------------ | --------- | ---------------------------------------------- | ---- | ----- | ------ | ----- |
| Isabell Werth              | GER Alemanha       | Feminino  | 1992, 1996, 2000, 2008, 2016, 2020, 2024       | 8    | 6     | 0      | 14    |
| Anky van Grunsven          | NED Países Baixos  | Feminino  | 1988, 1992, 1996, 2000, 2004, 2008, 2012       | 3    | 5     | 1      | 9     |
| Reiner Klimke              | GER Alemanha       | Masculino | 1960, 1964, 1968, 1976, 1984, 1988             | 6    | 0     | 2      | 8     |
| Hans Günter Winkler        | GER Alemanha       | Masculino | 1956, 1960, 1964, 1968, 1972, 1976             | 5    | 1     | 1      | 7     |
| Andrew Hoy                 | AUS Austrália      | Masculino | 1984, 1988, 1992, 1996, 2000, 2004, 2012, 2020 | 3    | 2     | 1      | 6     |
| Charlotte Dujardin         | GBR Grã-Bretanha   | Feminino  | 2012, 2016, 2020                               | 3    | 1     | 2      | 6     |
| Michael Plumb              | USA Estados Unidos | Masculino | 1960, 1964, 1968, 1972, 1976, 1984, 1992       | 2    | 4     | 0      | 6     |
| Josef Neckermann           | GER Alemanha       | Masculino | 1960, 1964, 1968, 1972                         | 2    | 2     | 2      | 6     |
| Mark Todd                  | NZL Nova Zelândia  | Masculino | 1984, 1988, 1992, 2000, 2008, 2012             | 2    | 1     | 3      | 6     |
| Raimondo D'Inzeo           | ITA Itália         | Masculino | 1948, 1952, 1956, 1960, 1964, 1968, 1972, 1976 | 1    | 2     | 3      | 6     |
| Piero D'Inzeo              | ITA Itália         | Masculino | 1948, 1952, 1956, 1960, 1964, 1968, 1972, 1976 | 0    | 2     | 4      | 6     |
| Charles Pahud de Mortanges | NED Países Baixos  | Masculino | 1924, 1928, 1932, 1936                         | 4    | 1     | 0      | 5     |
| Michael Jung               | GER Alemanha       | Masculino | 2012, 2016, 2020, 2024                         | 4    | 1     | 0      | 5     |
| Earl Foster Thomson        | USA Estados Unidos | Masculino | 1932, 1936, 1948                               | 2    | 3     | 0      | 5     |
| André Jousseaume           | FRA França         | Masculino | 1932, 1936, 1948, 1952, 1956                   | 2    | 2     | 1      | 5     |
| Liselott Linsenhoff        | GER Alemanha       | Feminino  | 1956, 1968, 1972                               | 2    | 2     | 1      | 5     |
| Christine Stückelberger    | SUI Suíça          | Feminino  | 1972, 1976, 1984, 1988, 1996, 2000             | 1    | 3     | 1      | 5     |
| Henri Chammartin           | SUI Suíça          | Masculino | 1952, 1956, 1960, 1964, 1968                   | 1    | 2     | 2      | 5     |
| Gustav Fischer             | SUI Suíça          | Masculino | 1952, 1956, 1960, 1964, 1968                   | 0    | 3     | 2      | 5     |